# Marie Chantal contro il dr. Kha
Marie Chantal contro il dr. Kha è un film del 1965 diretto da Claude Chabrol.

## Trama
Marie-Chantal è una giovane dell'alta società. Durante un viaggio uno sconosciuto le affida un misterioso gioiello. Da qui inizia per la ragazza un'avventura fatta di assassini, inseguimenti e spie, fino ad arrivare al temibile dr. Kha.